# Graafschap Jaffa en Ascalon
Het graafschap Jaffa en Ascalon was een van de vier grootste te vergeven leenschappen in het koninkrijk Jeruzalem.

## Geschiedenis
Jaffa werd na de Eerste Kruistocht in 1100 door Godfried van Bouillon versterkt. Het werd daarna opgeëist door Dagobert van Pisa, patriarch van Jeruzalem, maar tevergeefs. Het bleef koninklijk domein tot het in 1110 vergeven werd aan Hugo van Le Puiset. In 1134 was Hugo's zoon (Hugo II) betrokken bij een dispuut met koning Fulco. Deze werd verbannen, waarna Jaffa werd opgedeeld in een aantal kleinere delen en Jaffa zelf werd een koninklijk domein. Het werd later weer hersteld voor Fulco's zoon Amalrik. In 1153 wist koning Boudewijn III van Jeruzalem, Ascalon te ontzetten en hij vergaf het aan zijn broer Amalrik, wat hem graaf van Jaffa en Ascalon maakte.
Vervolgens werd het graafschap vooral doorgegeven aan verwanten, als dochters, aangetrouwden, familie of erfopvolgers. Het was vooral een heenkomen van Amalriks eerste verwanten. In 1221 werd het graafschap vergeven aan Wouter IV van Brienne door zijn oom Jan van Brienne, die koning van Jeruzalem was door zijn huwelijk met Maria van Montferrato. Na de verovering van het graafschap in 1268 door Baibars werd het graafschap titulair overerfd. Het Venetiaanse Palazzo Contarini Dal Zaffo (Zaffo = Jaffa) herinnert aan leden van de Venetiaanse familie Contarini (Contaren) die lange tijd de grafelijke titel droegen.

## Graven van Jaffa en Ascalon
- Rogier en Gerard (ca. 1100)
- koninklijk domein (1100–1110)
- Hugo I (1110–1118), een neef van koning Boudewijn II
- Albert (1118–1122), tweede echtgenoot van Hugo I's weduwe
- Hugo II (1122–1134), geconfisqueerd
- koninklijk domein (1134–1151)
- Amalrik I (1151–1163)
- koninklijk domein (1163–1176), Amalriks gescheiden vrouw Agnes krijgt het domein (kort) en een inkomen, daarna werd het vergeven aan Sibylla, wier echtgenoten het bezaten in haar recht:
- Willem van Monferrat en Sibylla (1176–1177)
- Sibylla (1177–1180)
- Guy van Lusignan en Sibylla (1180–1186)
- Geoffrey (Godfried) van Lusignan (1186–1193), Guy's broer
- Amalrik II (1193–1197), Guy's broer
- koninklijk domein (1197–1221)
- Wouter IV van Brienne (1221–1244), neef van Jan van Brienne en man van Amalrik II's kleindochter
- Jan van Ibelin (1250–1266),
- Jacobus van Ibelin (1266–1268, titulair 1268–1276)

Titulair
- Guy van Ibelin (1276–1304)
- Hugo van Ibelin (1304–1349), zoon van Guy
- Balian II van Ibelin (1349 – ca. 1352), zoon van Guy
- Guy van Ibelin (ca. 1352 – ca. 1353)
- Balian van Ibelin (ca. 1353 – ca. 1365)
- Jan van Ibelin (ca. 1365 – ca. 1367)
- Maria van Ibelin (ca. 1367), zuster van Jan; gehuwd met Regnier le Petit
- geen gegevens
- Florin (ca. 1450) mogelijk ook onder genoemde
- Jacques de Flory († 1463)
- Jan Perez Fabrice (1463–1473)
- Lodewijk Perez Fabrice (1473–1474)
- Georges I Contaren (1474–1510)
- Thomas Contaren (1510–1560)
- Georges II Contaren (1510–1578)